# Ленингорский район
Ленинго́рский райо́н (осет. Ленингоры район, груз. ლენინგორის რაიონი — leningoris rajoni) — район в Южной Осетии. Площадь — 993 км². Население — 3665 человек (2021). Административный центр — пгт Ленингор (Ленингори/Ахалгори). Образован в 1922 году под названием Ахалгорский район (с 1934 года — Ленингорский) в Юго-Осетинской автономной области Грузинской ССР Советского Союза; в примерно современных границах — с 1940 года.

## География

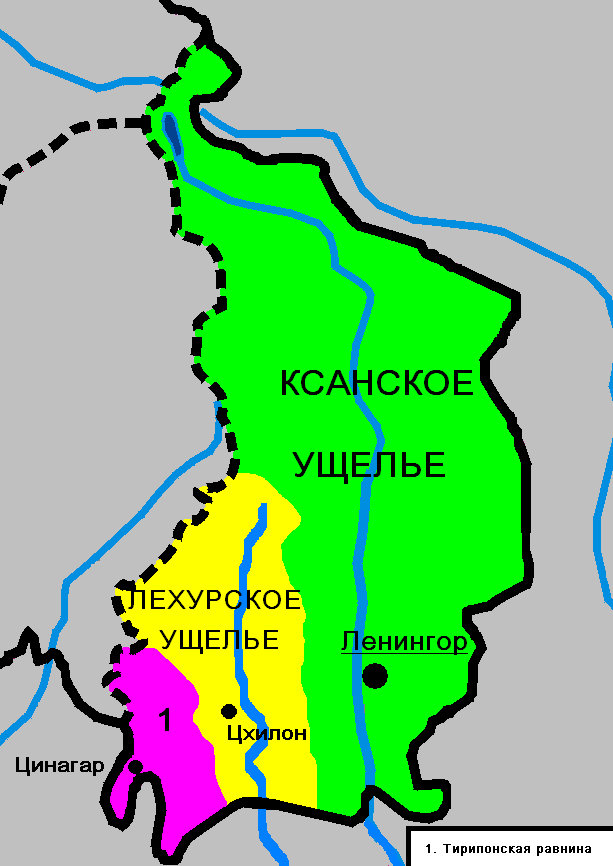
Физ.-геогр. области Ленингорского района

Район расположен в восточной части Южной Осетии. Рельеф преимущественно горный. Высшая точка — гора Нарванхох 3247 м. Физико-географически район подразделяется на два крупных ущелья и одну равнину.
- Трипонская равнина на крайнем юго-западе района.
- Лехурское ущелье на западе
- Ксанское ущелье на востоке

На юго-западе района расположен самый южный населённый пункт на территории Южной Осетии — Орчосан.
На севере района, в верхней части Ксанского ущелья, расположено Кельское вулканическое плато. Здесь находится ряд озёр, крупнейшее из которых Келистба. На крайнем юго-западе района представлен климат сухих субтропиков, для остальной территории характерна высотная поясность. Крупнейшие реки Ксани и Лехура имеют множество притоков, берут начало в горах района и впадают в Куру на территории Грузии.
На северо-востоке района идёт добыча строительного туфа, а на западе района крупное месторождение и добыча строительного песка.

## История

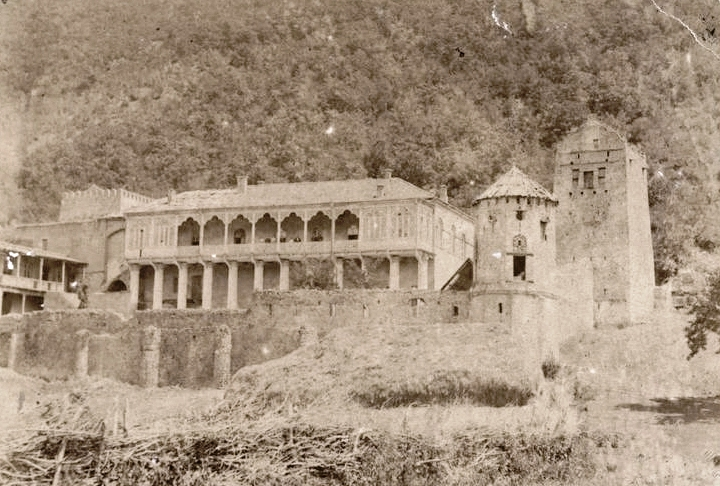
Дворец князей Эристовых-Ксанских в Ленингоре.

В средние века на территории современного Ленингорского района и сопредельных регионов располагалось Ксанское эриставство. К этому периоду относится ряд памятников средневековой грузинской архитектуры района, в том числе дворец Ксанских Эриставов и множество православных храмов: церковь Икорта (1172), монастыри Кабени (IX столетие) и Ларгвиши (XIII столетие), базилики Ломиси, Армази и Бикари, крепости Тширколи и Тшикмори.
В XIX веке вплоть до 1922 года территория нынешнего Ленингорского района входила в состав Душетского уезда Тифлисской губернии.
При образовании Юго-Осетинской Автономной Области в 1922 году территория современного Ленингорского района вошла в состав автономии в виде трёх отдельных районов: Ахалгорского, Лехурского и Монастерского. В 1934 году Ахалгорский район был переименован в Ленингорский. Нынешние границы Ленингорский район приобрёл в 1940 году в результате укрупнения административно-территориальных единиц в Южной Осетии.
Трения между областным и районным руководством начались ещё в 1990 году, когда на внеочередной сессии Ленингорского районного совета народных депутатов 4 сентября 1990 года было принято решение осудить Декларацию о суверенитете Юго-Осетинской автономной области, а также переименовать посёлок Ленингори в Ахалгори. Эти решения были признаны Советом народных депутатов Юго-Осетинской автономной области неправомерными и противозаконными.

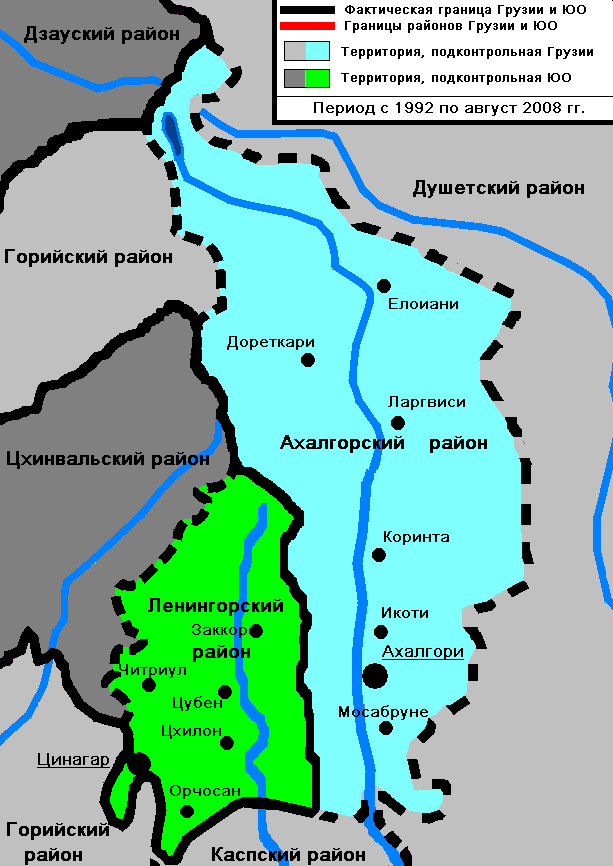
Ленингорский/Ахалгорский район 1992—2008

В результате грузино-югоосетинского конфликта начала 1990-х годов Ленингорский район на 16 лет оказался фактически разделённым между двумя странами. Населённый практически исключительно осетинами запад района (Лехурское ущелье и Тирипонская равнина) остался под контролем непризнанной на тот момент Республики Южная Осетия. За осетинской частью района было оставлено советское название «Ленингорский район», а фактический центр района находился в селе Цинагар.
В большей по территории и населению восточной части района (Ксанском ущелье) с райцентром Ленингори была установлена власть Республики Грузия. Здесь население было смешанным, но преобладали грузины. Райцентру было возвращено историческое название Ахалгори, соответственно, и район был переименован в Ахалгорский. В 1995 году Ахалгорский район был включён в состав края Мцхета-Мтианети.
И осетинская, и грузинская сторона всегда рассматривали весь Ленингорский район в доконфликтных границах частью своей территории.
В 2007 году указом президента Грузии Саакашвили Ахалгорский район перешёл под юрисдикцию признаваемой Грузией «временной администрации территории бывшей Югоосетинской автономной области». Её главой стал Дмитрий Санакоев.
Весной 2008 года, еще до начала военных действий, российские строители начали строить дорогу из Цхинвали в Ахалгори. На октябрь 2008 года строительство было практически завершено.
В результате войны в Грузии 2008 года осетинские отряды совместно с российскими войсками установили контроль над Ксанским ущельем, таким образом распространив фактическую юрисдикцию Южной Осетии над всем Ленингорским районом. На территории района были размещены части российских войск. После этого в разных населенных пунктах от 50 до 80 % населения выехали в Грузию. На конец ноября 2008 г. зарплата многим категориям бюджетников — врачам, медсестрам, учителям — по-прежнему поступала из Грузии. По решению грузинских властей в районы, контролируемые властями Южной Осетии было прекращено поступление из Грузии газа. От этого страдают многие жители района, у которых в домах имеется только газовое отопление.
В середине дня 30 июля в Ленингорском районе, после войны 2008 года контролируемом властями Южной Осетии, сработало взрывное устройство. Погиб местный житель Гогита Гигаури, его жена и двое детей ранены и доставлены в больницу в Тбилиси. При этом президент Южной Осетии Эдуард Кокойты обвинил Грузию в минировании границы с Южной Осетии, чтобы, по его словам, не допустить возвращения её жителей-грузин в Цхинвал.
В 2010-е годы идёт активная культурная, экономическая интеграция района с остальной частью Южной Осетии.
Летом в 2014 году впервые в истории открыта современная автодорога из Цхинвала в Ленингор, проехать по которой можно не более 2 часов, а не 6 часов как ранее. С открытием дороги действует автобусный маршрут, трижды в день.

## Население
| 1939   | 1959    | 1970    | 1979    | 1989    | 2012  | 2015  |
| ------ | ------- | ------- | ------- | ------- | ----- | ----- |
| 22 725 | ↘16 770 | ↘14 543 | ↘13 795 | ↘12 080 | ↘5100 | ↘4209 |
| 2021   |         |         |         |         |       |       |
| ↘3665  |         |         |         |         |       |       |

По данным окончательных итогов переписи населения 2015 года, численность населения района составила 4209 человек.
|          | чел. | %       |
| -------- | ---- | ------- |
| Грузины  | 2337 | 55,52%  |
| Осетины  | 1844 | 43,81%  |
| Русские  | 10   | 0,24%   |
| Армяне   | 9    | 0,21%   |
| Арабы    | 2    | 0,05%   |
| Украинцы | 1    | 0,02%   |
| Татары   | 1    | 0,02%   |
| другие   | 5    | 0,12%   |
| всего    | 4209 | 100,00% |

Ленингорский район является традиционным местом проживания осетинского и грузинского населения. Осетинское население стало проникать на территорию современного Ленингорского района в средневековую эпоху с верховий реки Большая Лиахви в нынешнем Дзауском районе. Сначала в Ксанском, а затем и в Лехурском ущелье, были основаны осетинские горские общества: Дзимыр (Жамури) в верховьях Ксани, Цурта и Карцух в среднем течении Ксани, Алеугом к востоку от Ксани, Чисангом в среднем течении Ксани и Лехургом в ущелье Лехуры. По данным Вахушти Багратиони в Ксанском эриставстве осетинское население составляло примерно 2/3 населения.
До осени 2008 года в Ксанском ущелье население было смешанным осетинско-грузинским, однако грузины преобладали. Лехурское ущелье и Тирипонская равнина населены практически исключительно осетинами. В самом Ленингоре ранее преобладало армянское население.
Население восточной части района (Ксанское ущелье), где в 2002 году проводилась перепись населения Грузии, составляло 7,7 тысяч человек, по другим данным, вместе с остальной частью района (Лехурское ущелье) — около 8,5 тыс. чел.
Динамика численности и этнического состава населения Ленингорского района 1939—1989
| Год переписи | Число жителей | Этнический состав                                              |
| ------------ | ------------- | -------------------------------------------------------------- |
| 1939         | 22.725        | осетины 57,3%; грузины 38,8%; армяне 2,8%                      |
| 1959         | 16.770        | осетины 53,4%; грузины 42,3%; армяне 3,5%                      |
| 1970         | 14.543        | осетины 48,4%; грузины 47,9%; армяне 2,7%                      |
| 1979         | 13.772        | осетины 46,5%; грузины 51,5%; армяне 1,2%                      |
| 1989         | 12.073        | осетины 44,2%; грузины 52,8%; армяне 1,3%, русские и др. 1,0 % |

| Грузины       | 6520 | 84,64%  |
| Осетины       | 1110 | 14,41%  |
| Армяне        | 37   | 0,48%   |
| Русские       | 20   | 0,26%   |
| Абхазы        | 6    | 0,08%   |
| Азербайджанцы | 2    | 0,03%   |
| Греки         | 2    | 0,03%   |
| Украинцы      | 1    | 0,01%   |
| Езиды         | 1    | 0,01%   |
| Кистины       | 0    | -       |
| всего         | 7703 | 100,00% |

Большинство 2400 из 4209 жителей района являются лицами без гражданства 

## Административное деление
Ленингорский район включает 1 посёлок городского типа (Ленингор, 1033 чел., 2015 г.) и 8 сельских администраций (сельсоветов):
| № | администрация            | крупные нас. пункты                                           | прежние названия нас. пунктов                                      | кол-во нас. пунктов | население 2015 |
| - | ------------------------ | ------------------------------------------------------------- | ------------------------------------------------------------------ | ------------------- | -------------- |
|   | пгт Ленингор             | пгт Ленингор                                                  | Ленингори                                                          | 1                   | 1033           |
| 1 | Амдзаринская с/адм.      | Амдзарин, Орчосан, Ахмадз, Абрев, Морбедата, Гдулет, Монастер | Цинагари, Орчосани, Ахмаджи, Абреви, Морбедаани, Гдулети, Монастер | 12                  | 926            |
| 2 | Болская с/адм.           | Икот, Верхний Бол, Канцелта, Базуат, Дзукатыкау               | Икоти, Земо-Боли, Канчавети, Базуани, Дзуката                      | 8                   | 1232           |
| 3 | Гдуиская с/адм. (по Гду) | Корынта, Дзегуат, Курта, Алеу, Циркол                         | Коринта, Садзегури, Курта, Алеви, Цирколи                          | 9                   | 64             |
| 4 | Дадианетская с/адм.      | Дадианет, Мартиата, Фаскау, Махиарет, ...Мудзух               | Дадианети (Дадиани), Мартиани, Уканамхари, Махиарети, ... Муджухи  | 10                  | 116            |
| 5 | Заккорская с/адм.        | Цубен, Антоныкау, Цолд, Заккор, Цир                           | Цубени, Цхилони, Цолди, Захори, Цири                               | 6                   | 135            |
| 6 | Карцухская с/адм.        | Балата, Миделата, Павлиата, Чорчох, Кенката, ..., Елойта      | Балаани, Миделаани, Павлиани, Чорчохи, Кенкаани, ..., Елоиани      | 10                  | 208            |
| 7 | Ларгвийская с/адм.       | Ларгвис, Дорелта, Цхават, Харбал.                             | Ларгвиси, ..., Цхавати, Харбали                                    | 4                   | 225            |
| 8 | Раздаханская с/адм.      | Раздахан, Дзуглаууан, Тыджыта, Салбиер                        | Мосабруни, Дзеглеви, Нагомеви, Салбиери                            | 5                   | 270            |
|   | всего                    |                                                               |                                                                    | 65                  | 4209           |

### История административного деления
С момента образования Ленингорского района в укрупнённых границах в 1940 году он был разделён на 10 сельсоветов:
- Заккорский
- Корчохский
- Коринтский
- Ларгвисский
- Ленингорский
- Салбиерский
- Сапершетский
- Цинагарский
- Цхилонский
- Чуртинский

После распада СССР Заккорский, Цинагарский и Цхилонский сельсоветы остались подконтрольны правительству в Цхинвале; грузинское правительство установило контроль над остальными семью сельсоветами, границы которых были частично изменены. В период с 1992 по 2008 год данная территория была разделена на 7 теми (сельская община, волость):
- Боли
- Гду
- Коринта
- Ларгвиси
- Салбиери
- Корчохи
- Цхрадзми

## Населённые пункты
Районный центр — посёлок городского типа Ленингори (1033 чел., 2015 г.; 2 791 чел., 1989 г.; около 2 500 чел. , 2007 г.; около 600 чел., 2009 г.)
Самые крупные сельские населённые пункты:
- село Икот — самое населенное село района — 596 жителей (2015 год переписи)[22]; около 1 300 чел. (1989 год переписи)[20];
- село Амдзарин, бывш. Цинагар (345 чел., 2015 г.[13]; около 800 чел., 1989 г.[20]).
- село Орчосан (281 чел., 2015 г.[13]; около 800 чел., 1989 г.[20]);
- село Раздахан, бывш. Мосабруни (218 чел., 2015 г.[13])

| №  | Населённый пункт | Население 2015 год переписи | Сельская администрация |
| -- | ---------------- | --------------------------- | ---------------------- |
| 1  | п. Ленингор      | 1033                        | пгт Ленингор           |
| 2  | с. Абрев         | 116                         | Амдзаринская с/а       |
| 3  | с. Аддагсых      | 25                          | Амдзаринская с/а       |
| 4  | с. Алеу          | 7                           | Гдуиская с/а           |
| 5  | с. Амдзарин      | 345                         | Амдзаринская с/а       |
| 6  | с. Антоныкау     | 32                          | Заккорская с/а         |
| 7  | с. Армаз         | 0                           | Заккорская с/а         |
| 8  | с. Ахмадз        | 117                         | Амдзаринская с/а       |
| 9  | с. Базуат        | 44                          | Болская с/а            |
| 10 | с. Балата        | 46                          | Карцухская с/а         |
| 11 | с. Башарта       | 6                           | Дадианетская с/а       |
| 12 | с. Бежанта       | 1                           | Амдзаринская с/а       |
| 13 | с. Верхний Бол   | 159                         | Болская с/а            |
| 14 | с. Гду           | 0                           | Гдуиская с/а           |
| 15 | с. Гдулет        | 70                          | Амдзаринская с/а       |
| 16 | с. Гезеврет      | 0                           | Гдуиская с/а           |
| 17 | с. Гру           | 0                           | Гдуиская с/а           |
| 18 | с. Дадианет      | 36                          | Дадианетская с/а       |
| 19 | с. Далкау        | 3                           | Раздаханская с/а       |
| 20 | с. Дзегуат       | 16                          | Гдуиская с/а           |
| 21 | с. Дзуглаууан    | 24                          | Раздаханская с/а       |
| 22 | с. Дзукатыкау    | 44                          | Болская с/а            |
| 23 | с. Дорелта       | 39                          | Ларгвийская с/а        |
| 24 | с. Елойта        | 4                           | Карцухская с/а         |
| 25 | с. Еред          | 13                          | Болская с/а            |
| 26 | с. Заккор        | 22                          | Заккорская с/а         |
| 27 | с. Зодех         | 2                           | Дадианетская с/а       |
| 28 | с. Икот          | 596                         | Болская с/а            |
| 29 | с. Канцелта      | 114                         | Болская с/а            |
| 30 | с. Карелта       | 6                           | Карцухская с/а         |
| 31 | с. Кенката       | 27                          | Карцухская с/а         |
| 32 | с. Корынта       | 25                          | Гдуиская с/а           |
| 33 | с. Курта         | 10                          | Гдуиская с/а           |
| 34 | с. Ларгвис       | 137                         | Ларгвийская с/а        |
| 35 | с. Лотиан        | 7                           | Карцухская с/а         |
| 36 | с. Мартиата      | 24                          | Дадианетская с/а       |
| 37 | с. Махиарет      | 10                          | Дадианетская с/а       |
| 38 | с. Миделата      | 35                          | Карцухская с/а         |
| 39 | с. Монастер      | 58                          | Амдзаринская с/а       |
| 40 | с. Морбедата     | 89                          | Амдзаринская с/а       |
| 41 | с. Мсхлеб        | 9                           | Болская с/а            |
| 42 | с. Нижний Бол    | 46                          | Амдзаринская с/а       |
| 43 | с. Ногфаз        | 15                          | Амдзаринская с/а       |
| 44 | с. Орчосан       | 281                         | Амдзаринская с/а       |
| 45 | с. Павлиата      | 32                          | Карцухская с/а         |
| 46 | с. Рагикау       | 3                           | Болская с/а            |
| 47 | с. Раздахан      | 218                         | Раздаханская с/а       |
| 48 | с. Салбиер       | 12                          | Раздаханская с/а       |
| 49 | с. Сиуката       | 6                           | Дадианетская с/а       |
| 50 | с. Тиниката      | 11                          | Карцухская с/а         |
| 51 | с. Тохта         | 2                           | Дадианетская с/а       |
| 52 | с. Тыджыта       | 13                          | Раздаханская с/а       |
| 53 | с. Фаскау        | 16                          | Дадианетская с/а       |
| 54 | с. Фаткуджын     | 13                          | Амдзаринская с/а       |
| 55 | с. Харбал        | 19                          | Ларгвийская с/а        |
| 56 | с. Хидыкус       | 0                           | Гдуиская с/а           |
| 57 | с. Циптаурта     | 10                          | Карцухская с/а         |
| 58 | с. Цир           | 7                           | Заккорская с/а         |
| 59 | с. Циркол        | 6                           | Гдуиская с/а           |
| 60 | с. Цолд          | 30                          | Заккорская с/а         |
| 61 | с. Цубен         | 44                          | Заккорская с/а         |
| 62 | с. Цхават        | 30                          | Ларгвийская с/а        |
| 63 | с. Цыхтыкау      | 7                           | Дадианетская с/а       |
| 64 | с. Четита        | 7                           | Дадианетская с/а       |
| 65 | с. Чорчох        | 30                          | Карцухская с/а         |

## Руководство районом
После перехода территории района под полный контроль Южной Осетии, его руководителем с 3 сентября 2008 район стал Анатолий Маргиев. 21 июля 2009 года был отправлен в отставку указом президента. С 17 августа 2009 года районом руководил Джуссоев А. А., с 2012 года — Джигкаев Джемал Вахтангович, с 2014 года — Алексей Босиков, с 2019 года — Виталий Мамитов, с 2021 года — Владимир Гулиев.
Начальник районного отдела народного образования — Сергей Авлохов.

## Культура, досуг и образование
- Краеведческий музей «Дворец Князей Ксанских»,
- Цинагарский осетинский народный комедийно-драматический театр
- Цинагарский ансамбль песни и танца «Ирон»
- Районная школа искусств
- Ленингорская музыкальная школа
- Ленингорская художественная школы
- в районе средних 6 русско-осетинских школ и 7 грузинских школ, одна школа интернат

## Памятники архитектуры
Древние развалины крепостей в древних сёлах:  Колоти, Схвило, Икорта, Багини, Балаан, Ларгвиси, Циркол, Ногфаз,
Дворец Князей Эриставовых Чсанских в Ленингоре, бюсты Шота Руставели, Коста Хетагурову, и Александру Пушкину.
- Мемориальный памятник жертвам грузинской агрессии, и защитникам Отечества жителям Ленингорского района Южной Осетии, пятиметровый памятник с образами аланского и русского воинов.